# Чорбаул
Чорбаул (осет. Чорбаул, груз. ჭორბაული — Чорбаули) — село в Закавказье. Находится в Знаурском районе Южной Осетии, фактически контролирующей село; согласно административно-территориальному делению Грузии — в Карельском муниципалитете.

## География
Расположено к западу от села Мугут.

## Население и история
По переписи 1989 года из 63 жителей осетины составили 100 %. По переписи 2015 года 44 жителя.

## Топографические карты
- Лист карты K-38-64 Цхинвали. Масштаб: 1 : 100 000. Состояние местности на 1987 год. Издание 1989 г.